# کاپری (سیگار)
کاپری  (به انگلیسی: Capri) یک برند سیگار ایجاد شده در ایالات متحده آمریکا است؛ که در حال حاضر توسط شرکت تنباکوی رینولدز تولید می‌شود. مالک فعلی این برند بریتیش امریکن توباکو است. این برند در سال ۱۹۵۶ پایه‌گذاری گردید.